# Liga lekkoatletyczna sezon 2005
Liga lekkoatletyczna sezon 2005 – rozgrywki ligowe organizowane przez Polski Związek Lekkiej Atletyki, podzielone na klasy rozgrywkowe: I i II ligę.
Zawody rozgrywane były w dwóch rzutach, wiosennych mityngach oraz jesiennych zawodach finałowych. Wyniki uzyskane przez zawodników przeliczane były na punkty, które decydowały o miejscu zajmowanym przez dany klub.
Finał 1 Ligi (II rzut) odbył się 3 września 2005r. w Krakowie.

## 1 Liga – tabela końcowa
| Miejsce | Nazwa klubu                   | I rzut | II rzut | Liczba punktów | Uwagi  |
| ------- | ----------------------------- | ------ | ------- | -------------- | ------ |
| 1       | AZS-AWF Warszawa (m)          | 3755   | 3442    | 7197           | złoto  |
| 2       | AZS AWF Wrocław               | 3453   | 3290    | 6743           | srebro |
| 3       | AZS-AWF Kraków                | 3258   | 3180    | 6438           | brąz   |
| 4       | MKL Szczecin                  | 2849   | 2877    | 5726           |        |
| 5       | AZS-AWF Katowice              | 2977   | 2711    | 5688           |        |
| 6       | RKS Skra Warszawa *           | 2781   | 2821    | 5602           |        |
| 7       | Elite Cafe WKS Wawel Kraków   | 2848   | 2615    | 5463           |        |
| 8       | KS Podlasie Białystok         | 2903   | 2553    | 5456           |        |
| 9       | KS Agros Zamość               | 2819   | 2605    | 5424           |        |
| 10      | KS AZS AWF Biała Podlaska     | 2939   | 2485    | 5424           |        |
| 11      | SL WKS Zawisza Bydgoszcz      | 2827   | 2525    | 5352           |        |
| 12      | MKS MOS Płomień Sosnowiec (b) | 2644   | 2532    | 5176           |        |
| 13      | LKS Lubusz Słubice (b)        | 2450   | 2595    | 5045           |        |
| 14      | GKS Olimpia Grudziądz (b)     | 2162   | 2271    | 4433           |        |
| 15      | MKS Start Lublin              | 2371   | 1922    | 4293           |        |
| 16      | OKS Start Otwock (b)          | 1876   | 1721    | 3597           |        |

(*) – Skra Warszawa po sezonie wycofała się z rozgrywek.
| Opis tabeli ekstraklasy:               |
| -------------------------------------- |
| (m) – Mistrz z poprzedniego sezonu     |
| (b) – beniaminek                       |
| DNS – drużyna nieskwalifikowana        |
| mistrzostwo                            |
| spadek lub wycofanie klubu z rozgrywek |